# Croquet en los Juegos Olímpicos de París 1900 - Dobles
La prueba de dobles fue una de los tres eventos de cróquet disputados en los juegos olímpicos de París, en 1900. No hubo competencias oficiales, debido a que solo un equipo se presentó, ganando por walkover.
| Oro                                             | Plata      | Bronce     |
| Francia (FRA) · Gaston Aumoitte · Georges Johin | Sin premio | Sin premio |